# CASA 223 Flamingo
Los CASA 223 fueron aviones de entrenamiento militar producidos en España y Alemania en la década de 1970.

## Historia y desarrollo
Este avión pasó por diversas manos a lo largo de su desarrollo y producción. Sus orígenes se remontan a la compañía alemana SIAT, sucesora a su vez de Klemm, empresa de renombre en la construcción de aviones ligeros en el periodo de entreguerras, y de Siebel. 
En 1955 se permitió a Alemania volver a diseñar y construir aviones, y SIAT diseñó un monoplano deportivo y de turismo denominado SIAT 222. Con la experiencia obtenida con este aparato, SIAT diseñó un segundo avión, el SIAT 223 Flamingo, que ganó el concurso del gobierno alemán por un avión de entrenamiento y acrobacia. El primer prototipo voló en marzo de 1967, un biplaza, pero también se sugirió un cuatriplaza denominado 223N de envergadura ampliada. 
Después de diversos cambios en las especificaciones originales, se fabricaron dos modelos definitivos, el 223A-1, un modelo utilitario “dos más dos” y el monoplaza de acrobacia aérea 223K-1. 
En 1970, SIAT se convirtió en parte del grupo industrial MBB, y produjo con el nombre de MBB 223 este avión hasta 1972, construyendo 50 ejemplares, 15 de los cuales se entregaron a Turquía.
En 1972, el proyecto pasó a CASA y el primer Flamingo de construcción española efectuó su vuelo inicial el 14 de febrero, el mismo año en que la Hispano Aviación fue absorbida por CASA, que fabricó una segunda serie de 50 ejemplares, 30 de los cuales se exportaron a Siria, para servir en sus fuerzas aéreas. El Ejército del Aire español sólo adquirió tres ejemplares para uso utilitario.

## Variantes
Modelo 223A-1 Trainer Flamingo
Aviones de entrenamiento de cuatro plazas, propulsados por un Avco Lycoming IO-360 de 200 hp.
Modelo 223K-1 Trainer Flamingo
Avión acrobático monoplaza, propulsado por un Avco Lycoming AIO-360.
Modelo 223T-1 Trainer Flamingo
Un avión equipado con un motor turbo Avco Lycoming A-360-C1A6D de 210 hp.
Modelo 223-M4
El modelo 223T-1 Flamingo fue equipado con un motor Porsche PFM 3200. Un avión fabricado solamente.

## Operadores
España
- Ejército del Aire

 Siria
- Fuerza Aérea Árabe Siria

 Suiza
- Swissair

 Turquía
- Fuerza Aérea Turca

## Especificaciones

### Características generales
- Tripulación: Dos (instructor y alumno)
- Capacidad: Dos pasajeros
- Longitud: 7,4 m (24,4 ft)
- Envergadura: 8,3 m (27,2 ft)
- Superficie alar: 11,5 m² (123,8 ft²)
- Peso vacío: 685 kg (1509,7 lb)
- Peso máximo al despegue: 1050 kg (2314,2 lb)
- Planta motriz: 1×  AVCO Lycoming IO-360-C1B.
  - Potencia: 150 kW (207 HP; 204 CV)

### Rendimiento
- Velocidad máxima operativa (Vno): 243 km/h (151 MPH; 131 kt)
- Alcance: 880 km (475 nmi; 547 mi)
- Techo de vuelo: 3750 m (12 303 ft)

## Aeronaves relacionadas

### Secuencias de designación
- Aeronaves construidas por CASA: ← C-202 - C-207 - C-212 - C-223 - CN-235/HC-144 - C-295 - C-401
- Secuencia E._ (Aeronaves de Escuela del Ejército del Aire español, 1954-1978): ← E.18 - E.19 - E.20 - E.21 - E.22 - E.23 - E.24 →